# Peroryctes broadbenti
Il bandicoot gigante (Peroryctes broadbenti Ramsay, 1879) è un marsupiale dell'ordine dei Peramelemorfi. È il più grande tra tutti i bandicoot. Endemico delle foreste pluviali delle pianure sud-orientali della Papua Nuova Guinea, è largamente diffuso in tutto il suo areale, ma con densità molto basse. È stato avvistato dal livello del mare fino ad altitudini di circa 1000 metri. Questa rara specie è minacciata dalla caccia a scopo alimentare e dalla distruzione delle foreste dove vive per far spazio a piantagioni di palma da olio.